# Volo sanitario

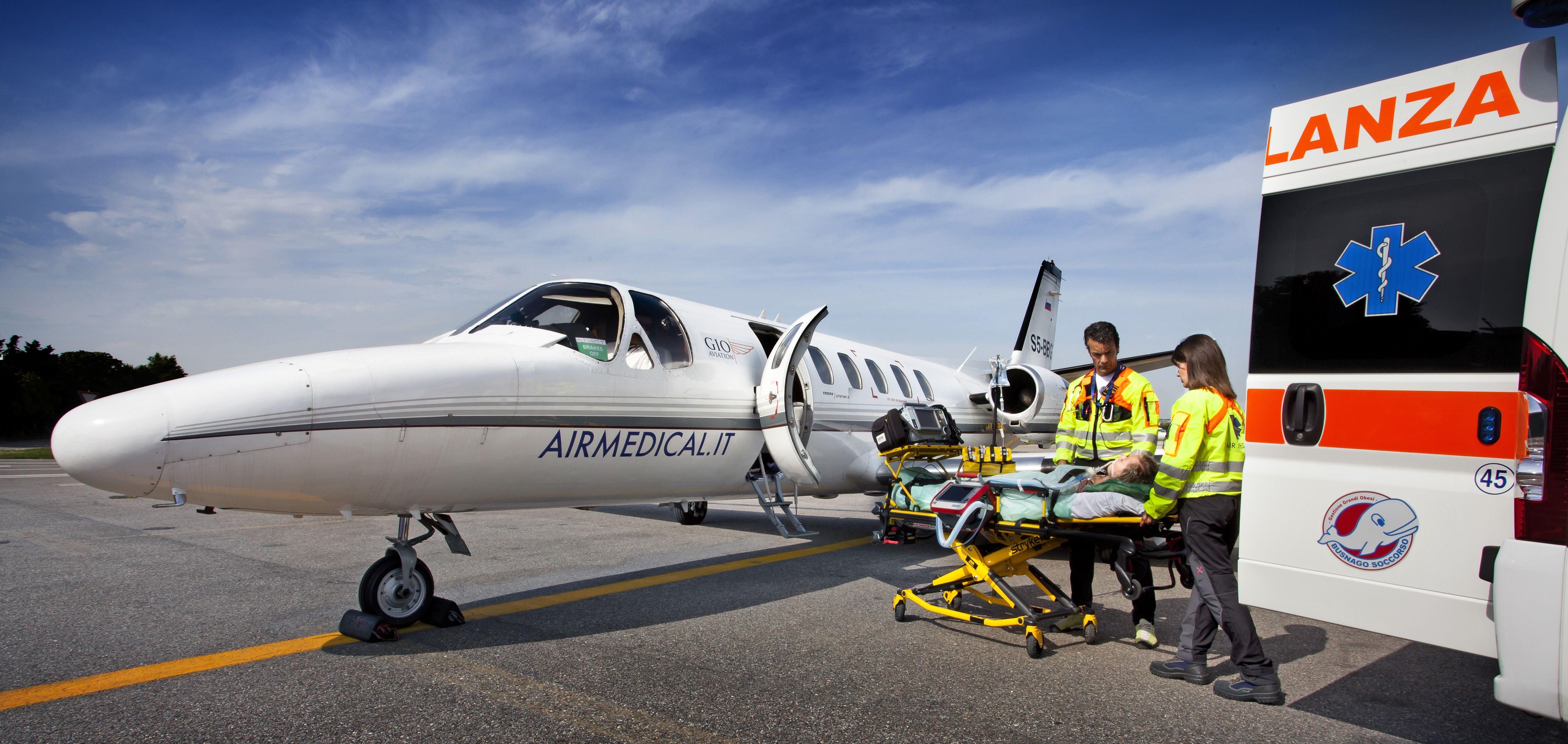
Sbarco di un paziente per il trasporto in ambulanza

Il volo sanitario è un'attività aeronautica che consente il trasferimento di pazienti in condizioni cliniche anche critiche tramite aeromobili.
I velivoli, corredati di apposite apparecchiature mediche personalizzate in base alle patologie e necessità cliniche, permettono il trasporto dei pazienti in tutta sicurezza, garantendo loro la continuità nelle cure e nell'assistenza medica specializzata.

## Caratteristiche
La missione dei voli sanitari è di velocizzare il trasferimento di un paziente e consentirgli di raggiungere la destinazione prefissata in modo sicuro e confortevole.
Oggigiorno il servizio di trasporto aero sanitario è divenuto più accessibile grazie all'affacciarsi di nuove imprese sul mercato. Al contempo le innovazioni nel settore tecnologico ed informatico hanno consentito di ridurre notevolmente la tempistica per programmare un volo sanitario, al punto che oggi è possibile organizzare un volo sanitario assistito anche poche ore prima del decollo.

## Aeromobili impiegati

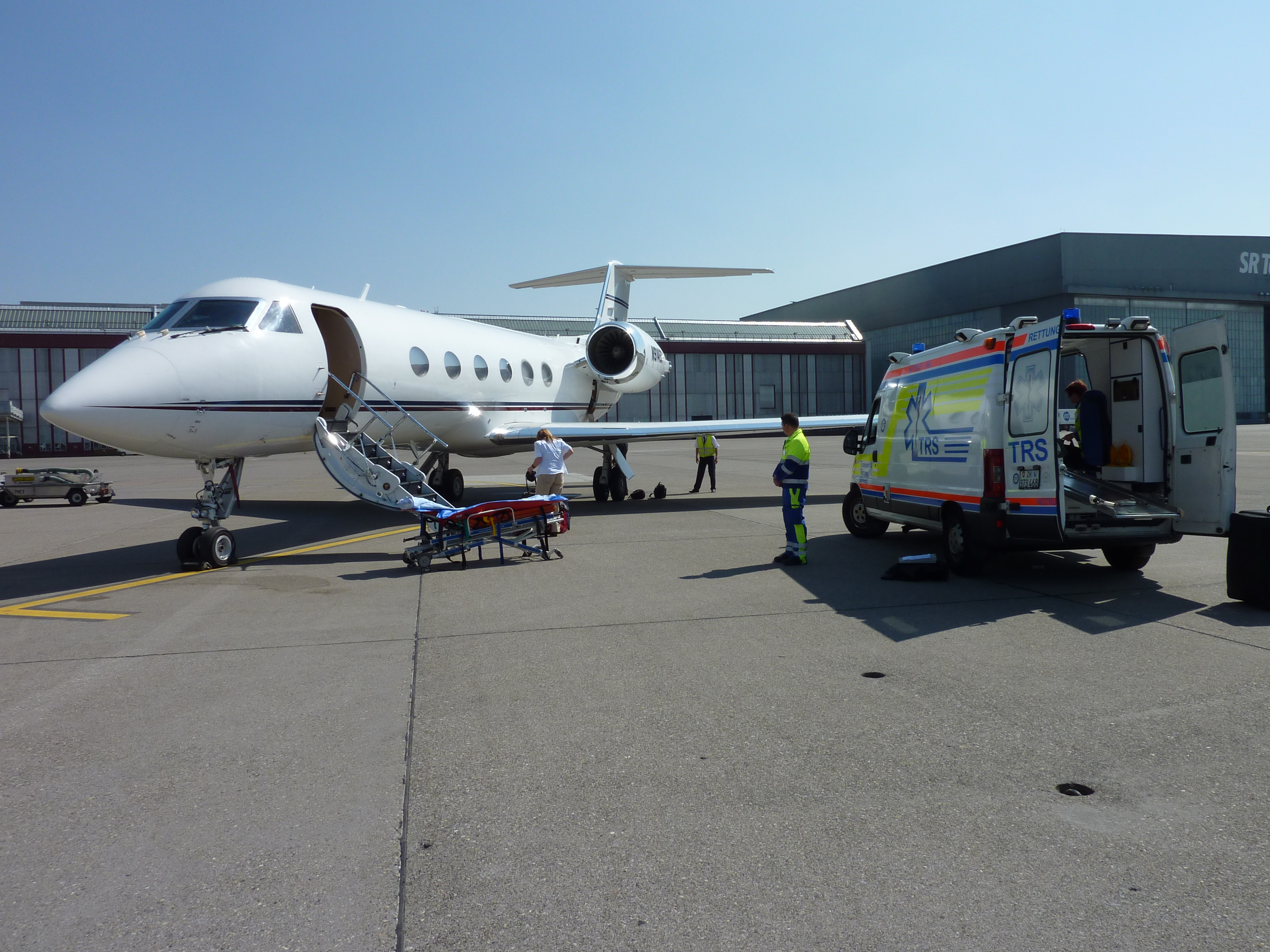
Trasferimento di un paziente con un Gulfstream all'aeroporto di Zurigo

I voli sanitari prevedono il trasporto dei pazienti mediante, principalmente, due tipologie di aeromobili:
- Aerei
- Elicotteri

Gli aerei sono utilizzati per ricoprire le medio-lunghe distanze, mentre gli elicotteri sono impiegati per raggiungere località ad elevata altitudine.
Gli aerei maggiormente usati per il volo sanitario sono:
- Cessna Citation II
- Falcon 7x
- Piper Cheyenne III
- Beech 200
- Learjet 31 A

Gli elicotteri impiegati più frequentemente sono:
- Agusta A 109 E Power
- Agusta-Bell AB 412
- Eurocopter EC 135
- Eurocopter EC Super Ecureuil EC130 B4
- Eurocopter BK117

## Destinatari del servizio

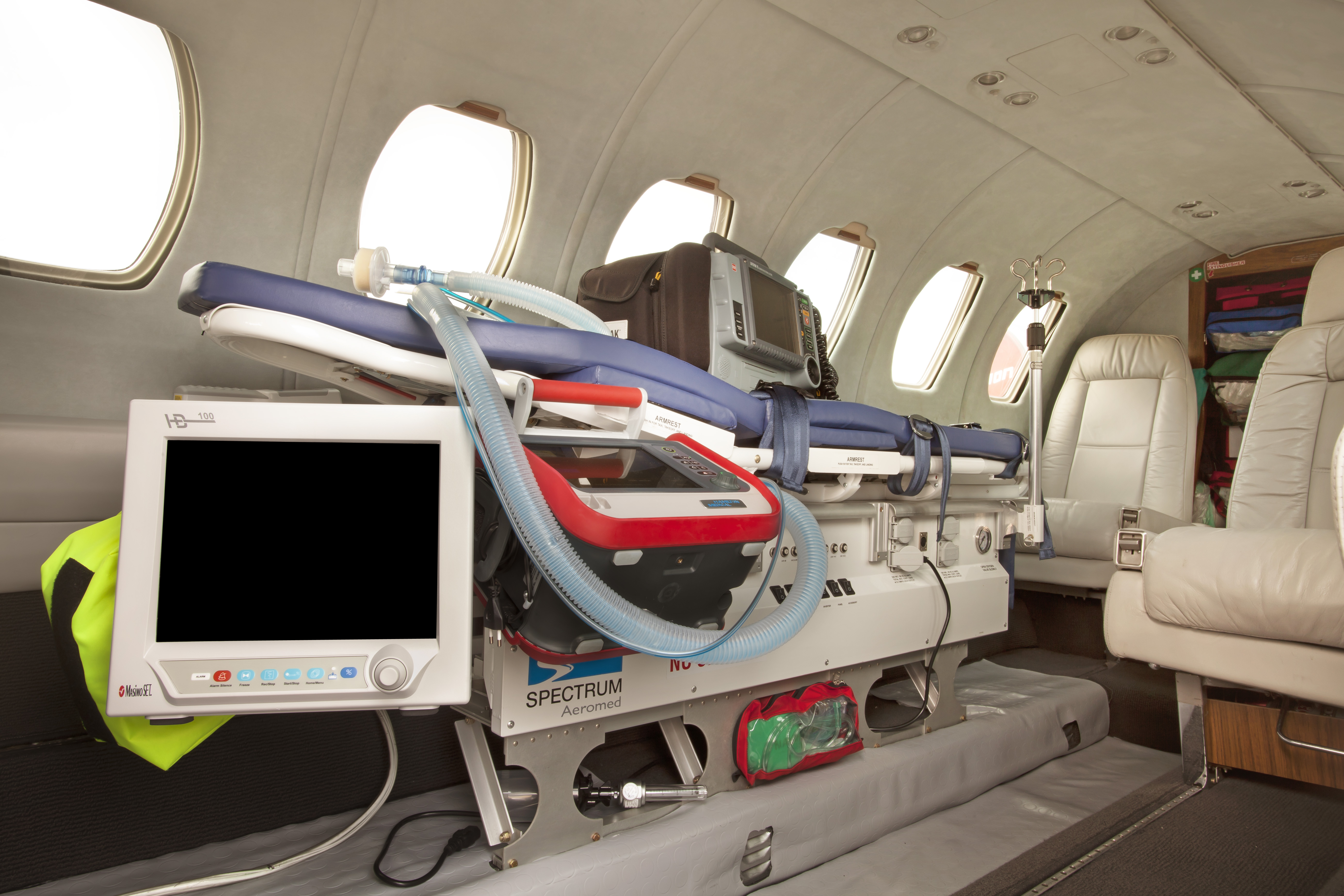
Posto letto di terapia intensiva

I velivoli destinati al trasporto aereo sanitario ospitano al loro interno un vero e proprio posto letto di terapia intensiva che permette di trasferire pazienti affetti da qualsiasi patologia medica. Possono pertanto usufruire del servizio sia pazienti infortunati che affetti da patologie croniche o acute.
Alcuni aeromobili dispongono, inoltre, di un equipaggiamento specifico per il trasporto neonatale e pediatrico.
Le società che organizzano voli sanitari assistiti offrono spesso, oltre al trasporto aereo tra i due aeroporti concordati, anche l'assistenza medica ed il trasporto a terra verso l'aeroporto e verso la destinazione finale del paziente, sia essa un ospedale o la propria abitazione; il trasporto a terra viene generalmente garantito con un'ambulanza.